# Contoso
Contoso is een fictieve bedrijfsnaam bedacht door het Amerikaanse IT-bedrijf Microsoft in de tweede helft van de jaren 90. Het bedrijf wordt gebruikt als voorbeeld in producten en diensten van Microsoft.

## Enkele voorbeelden
- In Internet Explorer 7 en hoger gebruikt Microsoft Contoso Bank als hun phishingfilter-testsite.[3]
- In cursusmateriaal voor Microsoft Exchange wordt het domein contoso.com gebruikt als een voorbeeld van een e-maildomein.
- In de Internet Explorer 8-video "Scenario-Personal Finance" wordt de website van Contoso Bank getoond als 'onveilig' en Woodgrove Bank (een andere fictieve bedrijfsnaam die Microsoft gebruikt) wordt weergegeven om op in te loggen.[4]
- Contoso wordt gebruikt als de domeinnaam in meerdere Microsoft examens.
- In Microsoft Outlook 2007 wordt het e-mailadres "Barbara@contoso.net" gebruikt als voorbeeld bij het configureren van een e-mailadres met behulp van servertechnologie.
- In Microsoft Exchange 2010 wordt het e-mailadres "@contoso.net" gebruikt als voorbeeld bij het configureren van een e-mailadres met behulp van servertechnologie.
- In Microsoft Word 2019 wordt een e-mail adres met Contoso als voorbeeld gegeven.
- In de documentatie van Microsoft Azure wordt contoso.com gebruikt als voorbeeld domein. Zie voorbeeld.